# Rubén Loza Aguerrebere
Rubén Loza Aguerrebere (Minas, Lavalleja, 11 de febrero de 1945) es un escritor uruguayo. 

## Biografía
Casi en la adolescencia inició su carrera periodística en el diario minuano La Unión y la continuó como crítico literario en el semanario Marcha. Posteriormente, dio comienzo a su actividad en el diario El País de Montevideo, como columnista de libros y opinión.
Ha sido crítico literario del diario madrileño ABC. Ha colaborado en las revistas españolas Hermes, Época y Turia, las argentinas Proa (fundada por Jorge Luis Borges), Letras de Buenos Aires, Perfil y La Gaceta de Tucumán. Ha publicado cuentos en las revistas Ellery Queen's Mystery Magazine de Nueva York y Humboldt de Alemania.
Sus novelas (publicadas en Uruguay, Argentina y España) han merecido elogiosos juicios de Mario Vargas Llosa (Premio Nobel 2010), Antonio Skármeta,  Claudio Magris (Premio Príncipe de Asturias) y Raúl Guerra Garrido (Premio Nacional de Letras de España).  
Sus libros de cuentos han sido publicados en Montevideo, Buenos Aires, Madrid y Bilbao. 
Sus relatos figuran en antologías Iberoamericanas y, traducidos al inglés, en antologías estadounidenses, como Imaginación y Fantasía de Donald Yates y Prospero's Mirror de Ilan Stavans. 
Borges, Ernesto Sabato y Washington Benavides elogiaron sus libros de cuentos, los que también han merecido elogiosos juicios de Rosa Montero y J.J. Armas Marcelo.
Ha recibido Premios del Ministerio de Educación y Cultura del Uruguay y de la Intendencia Municipal de Montevideo; el Premio Nacional de Periodismo del Uruguay "José Enrique Rodó"; el Premio Manuel Oribe de Letras 2015; el Premio Borges en  Buenos Aires (Argentina), y la Medalla de las Artes y las Letras de Bilbao, en España. 
Fue vicepresidente del SODRE (Servicio Oficial de Radio Televisión y Espectáculos) desde 1990 a 1995.
Fue invitado por el Gobierno de Estados Unidos, por intermedio de su Servicio Informativo y Cultural.
Ha dictado conferencias en Universidades de los Estados Unidos,en la Argentina, Chile, Rep. Dominicana y España.
Es miembro del Consejo de Honor de la Cátedra Mario Vargas Llosa de Madrid. 

## Obras
- Noches de Gloria (novela, Ediciones de la Plaza, Montevideo, 2018)
- El secreto de Amparo (novela, Ediciones de la Plaza, Montevideo, 2016)
- "El secreto de Amparo (novela, Ediciones Carpe Noctem, Madrid 2018)
- Perfume del tiempo (Ediciones de la Plaza, Montevideo, 2014)
- Conversación con las Catedrales. Encuentros con Vargas Llosa y Borges (entrevistas, Ediciones Funambulista, España, 2014)
- La tarde queda (cuentos, Ediciones de la Plaza, Montevideo, 2012, prólogo de Carlos Alberto Montaner)
- Muerte en el Café Gijón (novela, Ediciones de la Plaza, Montevideo, 2010),
- Muerte en el Café Gijón (Editorial Funambulista, Madrid  España, 2012),
- Palabras abiertas: entrevistas (Ediciones B, 2011)
- Locos por ella (cuentos, Editorial Arca, Montevideo, 2011)
- La tijera de Onetti y otros cuentos (De la Plaza, Montevideo, 2008)
- Los libros ajenos (prólogo de Claudio Magris, ensayos, Ed. de la Plaza,  Montevideo, 2007)
- No me dejes en la tierra (cuentos, Editorial Seix Barral, Buenos Aires, 2005)
- Morir en Sicilia (Ediciones Bassarai, Vitoria, 2005)
- Solo de violín (novela, Ediciones de la Plaza, Montevideo, 2004)
- Personajes imaginarios (ensayos, El Galeón, Montevideo 2003)
- La Librería (novela, Ediciones B Uruguay 2013; Editorial Sudamericana, Buenos Aires, 2001 - Ediciones de la Plaza, Montevideo, 2000).
- Figuras de papel (ensayos, Ed. Solaris, Montevideo, 1998)
- La bufanda blanca (cuentos, Ed. Solaris, Montevideo, 1997)
- Historias verdaderas de la literatura (ensayos, Ed. De la Plaza, Montevideo, 1996)
- La fábrica del mundo (artículos periodísticos, Fin de Siglo, Montevideo, 1994)
- Coto de caza (cuentos, Ediciones de la Banda Oriental, Montevideo, 1994)
- Antiolvidos  (periodismo y libro de viajes, Relieve, Montevideo, 1993)
- El ladrón de Borges y otras historias (Laida, Bilbao, 1991)
- Palabras Abiertas (artículos periodísticos, Academia de Historia de Caracas, Venezuela, 1989)
- Pasado en limpio (cuentos, Ediciones de la Plaza, Montevideo, 1984)
- Encuentros  (libro de viajes, Montevideo, 1981)
- El hombre que robó a Borges (cuentos, Memphis, Montevideo 1979; Leonardo Buschi, Buenos Aires, 1984 )
- La casa del atardecer (cuentos, Ed. Banda Oriental, Montevideo, 1977)
- La Espera (cuentos, Ed. Banda Oriental, Montevideo,  Montevideo, 1976)

Libros colectivos
- Ideas en libertad. Homenaje de 80 autores a Mario Vargas Llosa  (Madrid, 2016, junto a J.J. Armas Marcelo, Guy Sorman, Marcos Aguinis y otros).
- 60 meses que cambiaron al país (Instituto Manuel Oribe, Montevideo, con Eduardo Balcárcel y Antonio Mercader, 1996)
- Borges (Buenos Aires, 1987, junto a Adolfo Bioy Casares, Marco Denevi, Silvina Ocampo y otros).

## Distinciones
- Premio Nacional de Periodismo del Uruguay
- Premio Manuel Oribe de Letras 2015,
- Premio Borges (Buenos Aires, Argentina),
- Medalla de las Artes y las Letras de Bilbao(España)
- Invitado por el Gobierno de los Estados Unidos, por medio del servicio Informativo y Cultural de ese país.
- Es miembro del Consejo de Honor de la Cátedra Mario Vargas Llosa de Madrid
- Ha dictado conferencias en universidades de Estados Unidos.